# Nixon-Interviews

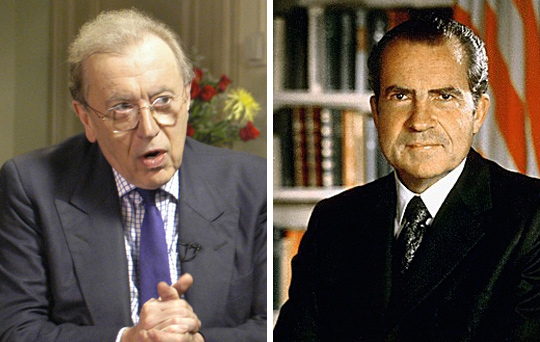
David Frost und Richard Nixon

Die Nixon-Interviews (englisch Nixon interviews) waren eine Reihe von Interviews, die der ehemalige US-Präsident Richard Nixon in den späten 1970er Jahren mit dem britischen Journalisten David Frost geführt hat. Die Interviews fanden im Anschluss an den Watergate-Skandal statt, bei dem Nixon beschuldigt wurde, eine kriminelle Verschwörung zur Wiederwahl zum Präsidenten der USA durchgeführt zu haben.

## Geschichte
Das Interview bzw. die Interviews des britischen TV-Moderators und früheren TV-Politsatirikers David Frost mit dem amerikanischen Ex-Präsidenten Richard Nixon fand bzw. fanden drei Jahre nach seinem Rücktritt wegen der Watergate-Affäre statt.
Die Nixon-Interviews waren ein wichtiges Ereignis in der amerikanischen Geschichte und der Medienlandschaft. Sie wurden als eine Möglichkeit gesehen, Nixon zur Rechenschaft zu ziehen und die Wahrheit über den Watergate-Skandal ans Licht zu bringen. Die Interviews wurden auch als eine Chance für Nixon gesehen, seine Sicht der Dinge darzulegen und seinen Ruf zu rehabilitieren. Das Interview entstand aus insgesamt 28 Stunden Interviews, die über zwölf Tage geführt wurden. Bei der Diskussion über die Watergate-Affäre äußerte Nixon die verstörende Ansicht, dass der Präsident über dem Gesetz stehe. Frost brachte ihn schließlich dazu, einzugestehen, die Interessen der US-amerikanischen Bevölkerung verraten zu haben.
Die Interviews wurden in vier Teilen ausgestrahlt und von Millionen von Menschen weltweit gesehen. Das berühmteste Segment war das letzte, in dem Frost Nixon zur Verantwortung für seine Handlungen im Watergate-Skandal drängte. In einer berühmten Aussage sagte Nixon: „Wenn der Präsident es tut, ist es nicht illegal.“
Die Nixon-Interviews wurden später als Vorlage für das Theaterstück Frost/Nixon (2006) des britischen Autors Peter Morgan und einen Film von Ron Howard verwendet, der das Theaterstück unter diesem Titel Frost/Nixon verfilmte (2008). Sie gelten bis heute als ein wichtiger Moment in der amerikanischen Geschichte und ein Beispiel dafür, wie die Medien dazu beitragen können, die Wahrheit ans Licht zu bringen und die Mächtigen zur Rechenschaft zu ziehen.